# Seminal Embalmment
Seminal Embalmment ist eine australische Death-Metal-Band aus Adelaide, die 2005 unter dem Namen Five Finger Disintegrator gegründet wurde.

## Geschichte
Die Band wurde im Jahr 2005 von dem Gitarristen Luke Mottillo und dem Schlagzeuger Kieran Murray gegründet. Anfangs hatte sie noch zwei Sänger und 2007 wurde die Besetzung auf insgesamt sechs Mitglieder erweitert. In der Konstituierungsphase entstanden mehrere Demos. Bis 2009 war die Besetzung auf ein Trio zusammengeschrumpft. Nachdem die Gruppe einen Plattenvertrag bei dem Brisbaner Label Infinite Regress Records unterzeichnet hatte, änderte sie ihren Namen in Seminal Embalmment um. 2013 erschien daraufhin die EP Stacked and Sodomized bei New Standard Elite Records. Bei demselben Label schloss sich 2017 das selbstbetitelte Debütalbum an.

## Stil
Brian Giffin befand in seiner Encyclopedia of Australian Heavy Metal, dass es sich unter dem Namen Five Finger Disintegrator noch um eine Technical-Death-Metal-Band handelte, ehe man sich nach dem Namenswechsel dem Brutal Death Metal gewidmet habe. Johannes Schmailzl von gutturaldeath.wordpress.com schrieb in seiner Rezension zu Stacked and Sodomized, dass hierauf Brutal Death Metal zu hören ist, der an die Musik von Inherit Disease erinnere. Besonders der Klang des Schlagzeugs beeindruckte ihn, während der Bass kaum hörbar sei. Der Gesang sei guttural, jedoch nicht so tief wie es für das Genre typisch sei. Die Riffs seien originell, technisch anspruchsvoll und groovend, jedoch würden sich manche stark ähneln. Die Gruppe versuche sich insgesamt an einem Songwriting im Stil von Cannibal Corpse. Zusammenfassend stellte Schmailzl fest, dass es der Gruppe gelingt, am Thron von Disentomb, die er für die beste australische Brutal-Death-Metal-Band hält, zu rütteln. Islander von nocleansinging.com ordnete Seminal Embalmment ebenfalls dem Brutal Death Metal zu. Zudem merkte auch er an, dass der Gesang bei der vorherigen EP untypisch klinge; er empfand ihn als unpassend. Charakteristisch für das Album seien Mottillos schnelle, originelle und aggressive Riffs, die leidenschaftlich und präzise gespielt würden. Auch das Schlagzeugspiel sei intensiv und präzise. Der Bass sei gut hörbar und der Gesang passe nun besser zu den Songs und er habe nun eine gewisse Aggressivität, die er auf der EP nicht gehabt habe.

## Diskografie
als Five Finger Disintegrator
- 2007: Demo 2007 (Demo, Eigenveröffentlichung)
- 2009: Demo 2009 (Demo, Eigenveröffentlichung)
- 2011: 2011 Promo (Demo, Infinite Regress Records)
- 2011: The Pile of Defiled (Single, Eigenveröffentlichung)

als Seminal Embalmment
- 2013: Stacked and Sodomized (EP, New Standard Elite Records)
- 2017: Seminal Embalmment (Album, New Standard Elite Records)